# Beneath, Between, Beyond
Beneath... Between... Beyond... es un álbum sacado en 2004 por el grupo Static-X. Es una recopilación de temas que nunca vieron la luz, remixes, versiones, y los temas demo originales. Sorprendentemente, una canción con el mismo nombre del álbum salió como Bonus Track en la versión de iTunes del álbum Cannibal de Static-X.

## Lista de canciones
1. "Breathe" – 2:32
2. "Deliver Me" – 2:37
3. "Anything But This" – 4:03 (Del single Black and White, también disponible en el soundtrack de la película Resident Evil y en la versión de Machine japonesa.)
4. "S.O.M." – 3:22 (De The Death Trip Continues, también disponible en MTV Return of the Rock Vol.1)
5. "Down" – 3:15 (En una edición rara de Wisconsin Death Trip. También en el single Push It)
6. "Head" – 2:46 (Versión de estudio B-Side que nunca vio la luz en la sesión de grabación de Wisconsin Death Trip. Diferente de la versión del soundtrack de ECW Anarchy Rocks)
7. "So Real" – 5:40 (De The Death Trip Continues. También aparece en Scream 3: The Album)
8. "Crash" – 3:35 (Del álbum de Mephiso Odyssey's "The Deep Red Connection")
9. "Push It (JB's Death Trance Mix)" – 3:32
10. "I'm With Stupid (Paul Barker Remix)" – 4:32
11. "Burning Inside" – 4:14 (Cover de la canción de Ministry. También aparece en The Crow: Salvation. En esta canción canta, junto con Wayne Static, Burton C. Bell, cantante de Fear Factory)
12. "Behind the Wall of Sleep" – 3:32 (Cover de la canción de Black Sabbath del álbum Nativity in Black, Vol. 2 Tribute Album)
13. "Gimme Gimme Shock Treatment" – 2:03 (Cover de la canción de Ramones. Esta canción estaba dispuesta a ser incluida en el álbum tributo a Ramones We're a Happy Family - A Tribute To Ramones pero al final fue descartada.)
14. "I Am (demo)" – 2:55 (grabada en 1996)
15. "Love Dump (demo)" – 4:28 (grabada en 1996)
16. "Get to the Gone (demo de ensayo en directo)" – 2:30 (grabada en 2000)
17. "New Pain (demo)" – 2:49 (grabada en 2002)
18. "Otsegolectric (demo)" – 2:53 (grabada en 2002)

- Datos: Q940534